# Max Uth

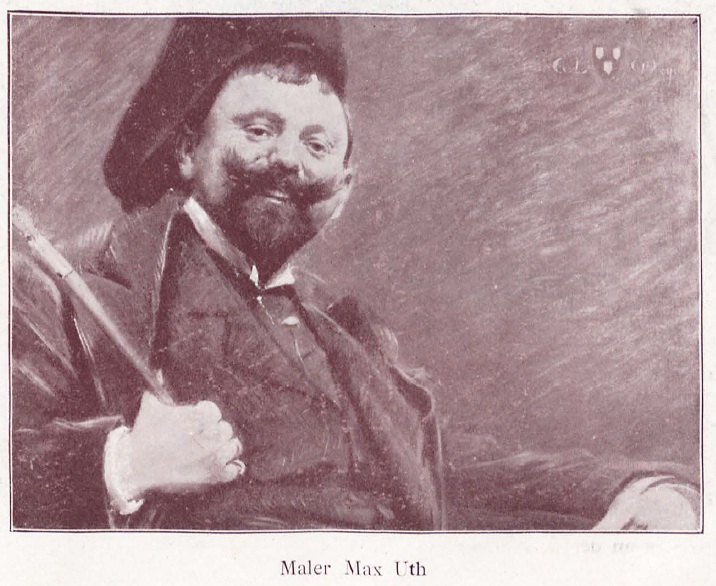
Max Uth. Retrato de Georg Ludwig Meyn.

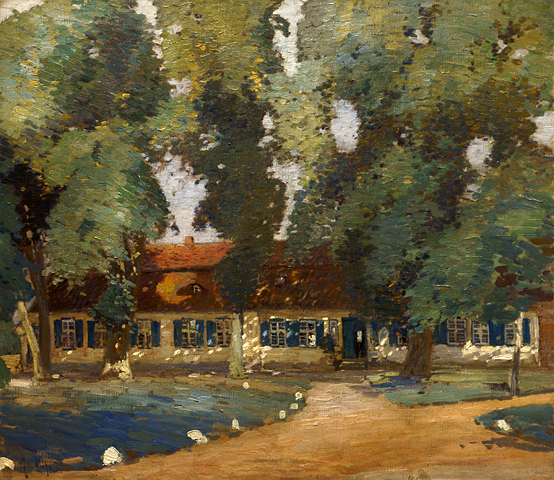
Landsitz in der Mark. Max Uth

Gustav Alexander Max Uth (Berlín, 24 de noviembre de 1863-Hermannswerder, Potsdam, de junio de 1914) fue un pintor de paisajes impresionista y profesor de arte alemán.

## Trayectoria
Uth era hijo de un empresario y se matriculó en la Academia de Arte de Berlín para estudiar con Eugen Bracht. Después abrió su propio taller para mujeres pintoras en 1897 en Berlín; entre sus alumnas se encontraban Gertrud Berger (1870-1949), Laura Schaberg (1860 o 1866-1935), Sophie Wencke-Meinken (1874-1963) y Emmy Gotzmann (1881-1950).
Sus pinturas se encontraban entre las exhibidas en el pabellón de electricidad AEG en la Exposición Universal de París en 1900 y en el Pabellón Alemán en la Feria Mundial de St. Louis en 1904. Fue uno de los miembros fundadores de la Secesión de Berlín en 1899 y uno de los dieciséis artistas que la abandonaron en 1902.

## Obras notables
- Am Bach. Sommerliche Stimmung, am Ufer eines Baches steht ein Angler . (nd; óleo sobre lienzo; 70 x 70 cm)
- Landsitz in der Mark . (ca. 1900; óleo sobre lienzo; 88 x 99 centímetros)[9]
- El Biergarten . (ca. 1910; óleo sobre lienzo; 75,5 x 85 centímetros)
- Dünenlandschaft . (óleo sobre lienzo; 40 x 54 centímetros)[1]

## Galería

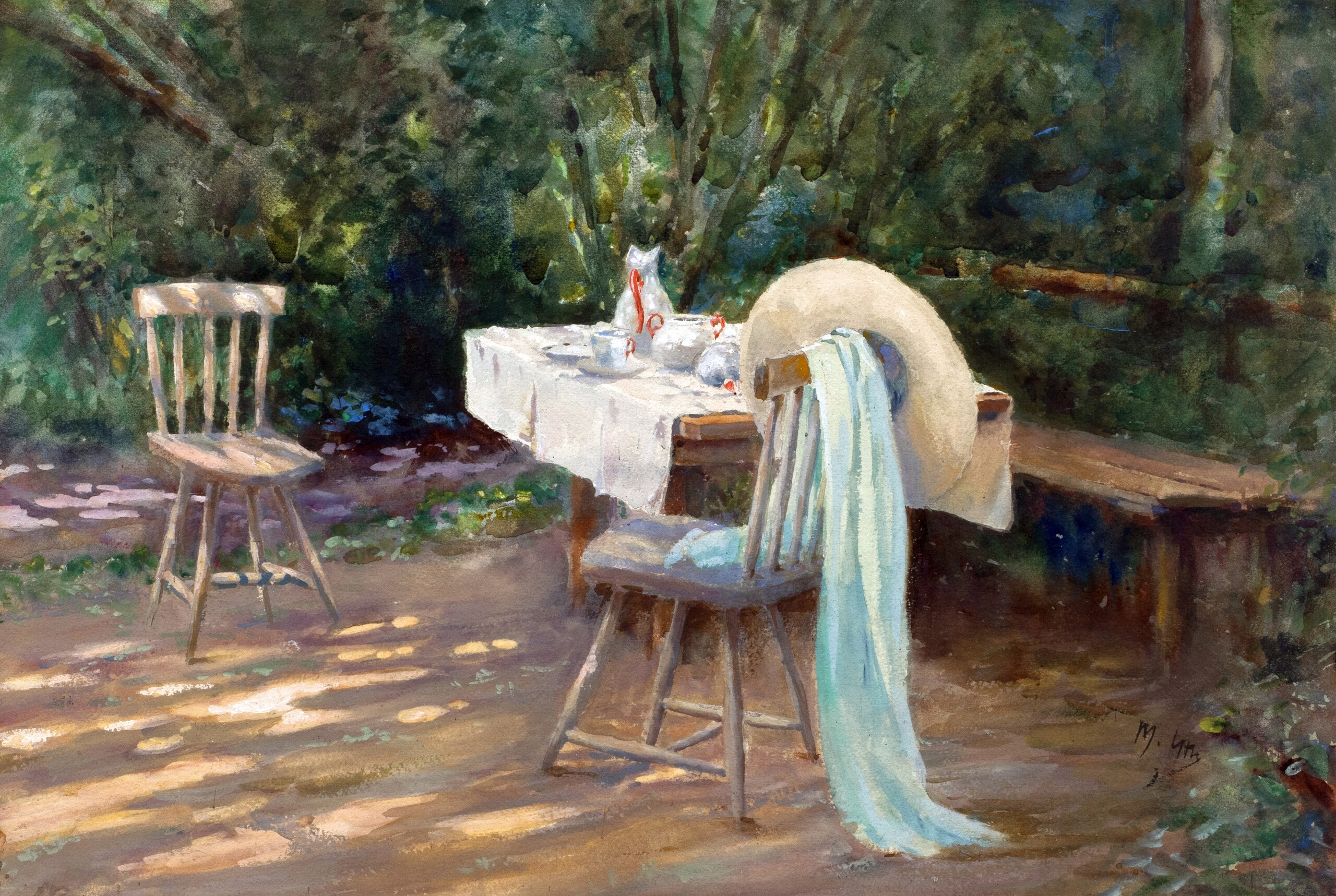
Max Uth - Kaffeestunde im Garten
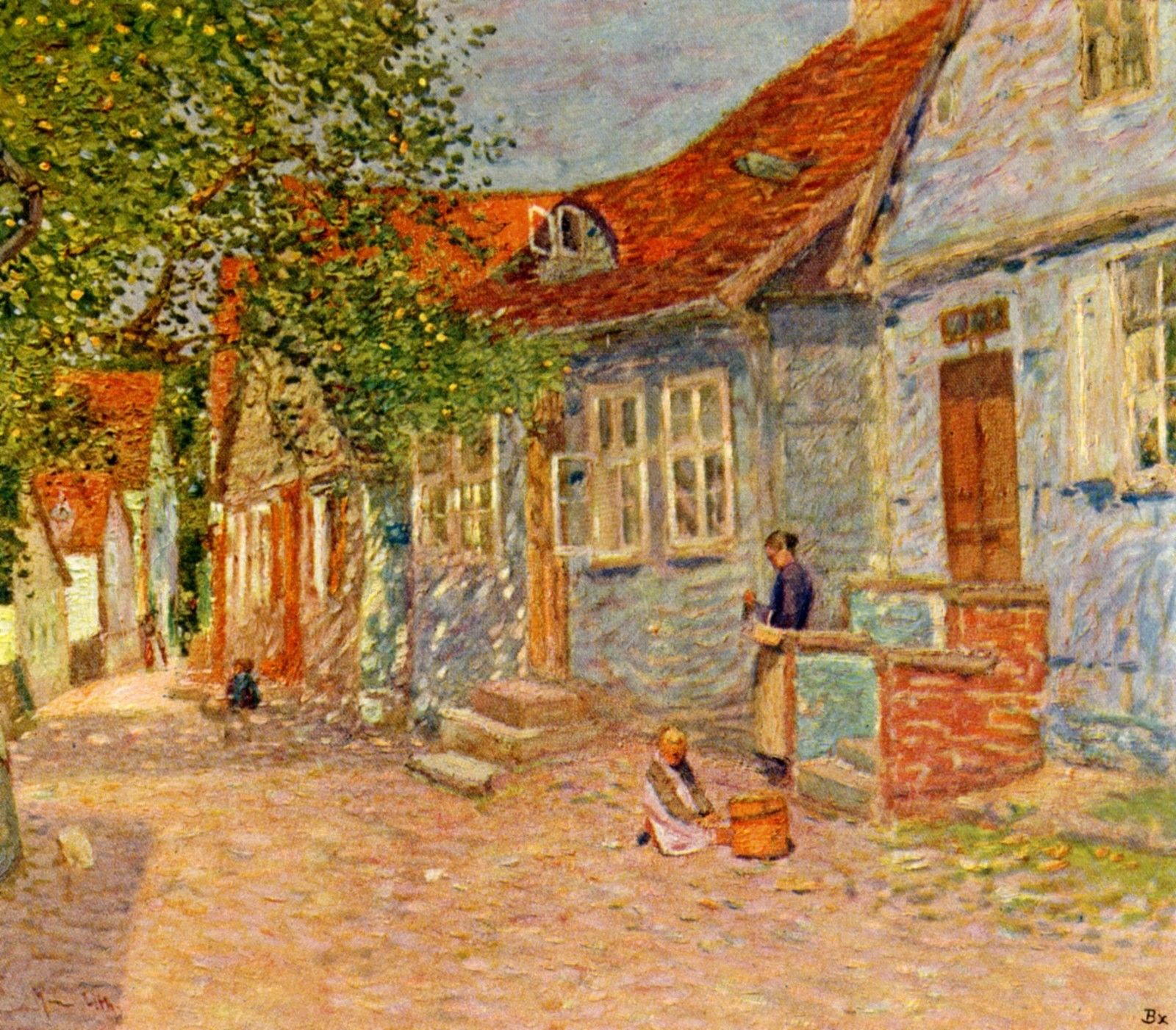
Max Uth - Sonnige Straße in Havelberg, 1913
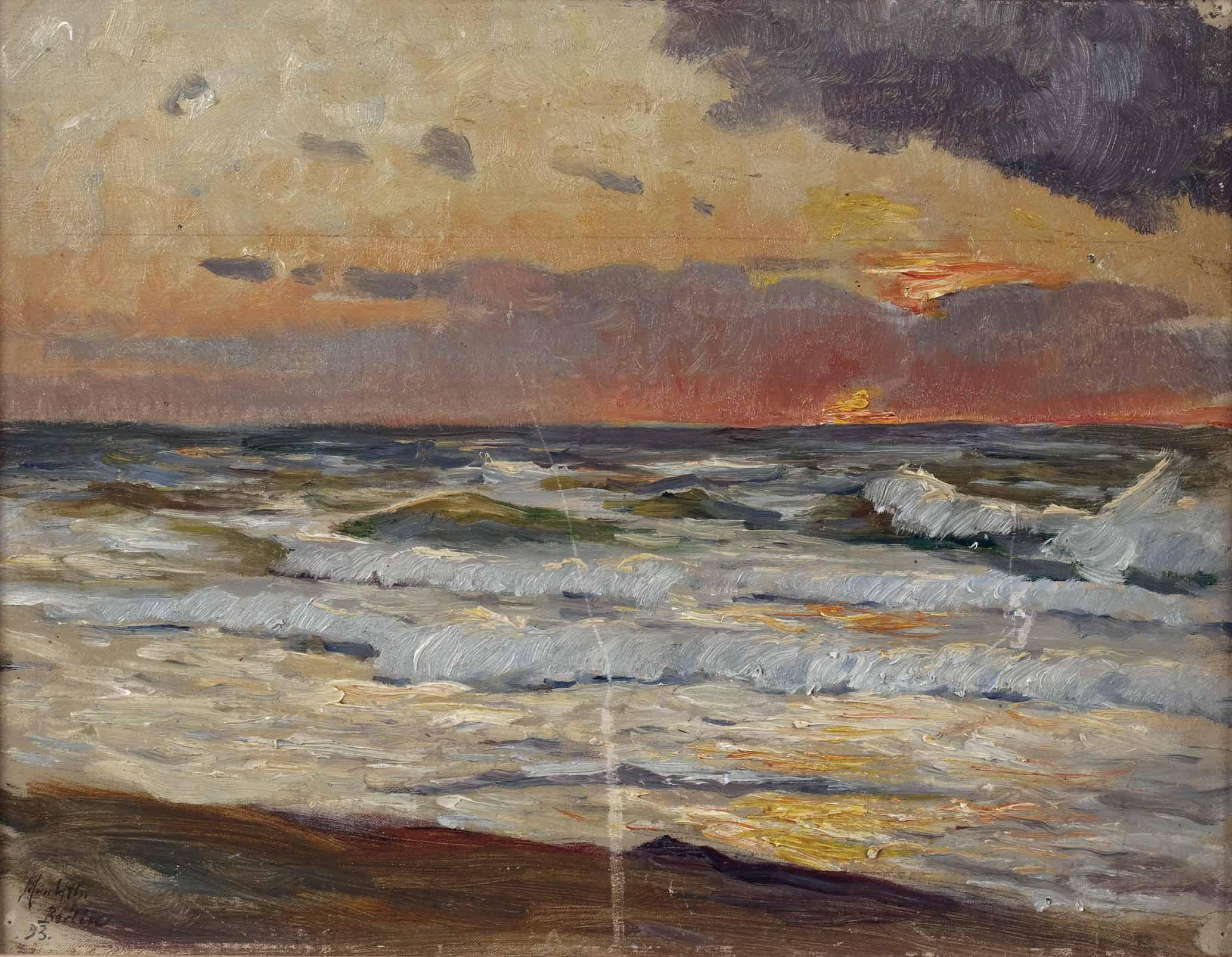
Max Uth - Sonnenuntergang an der Ostsee - 1893
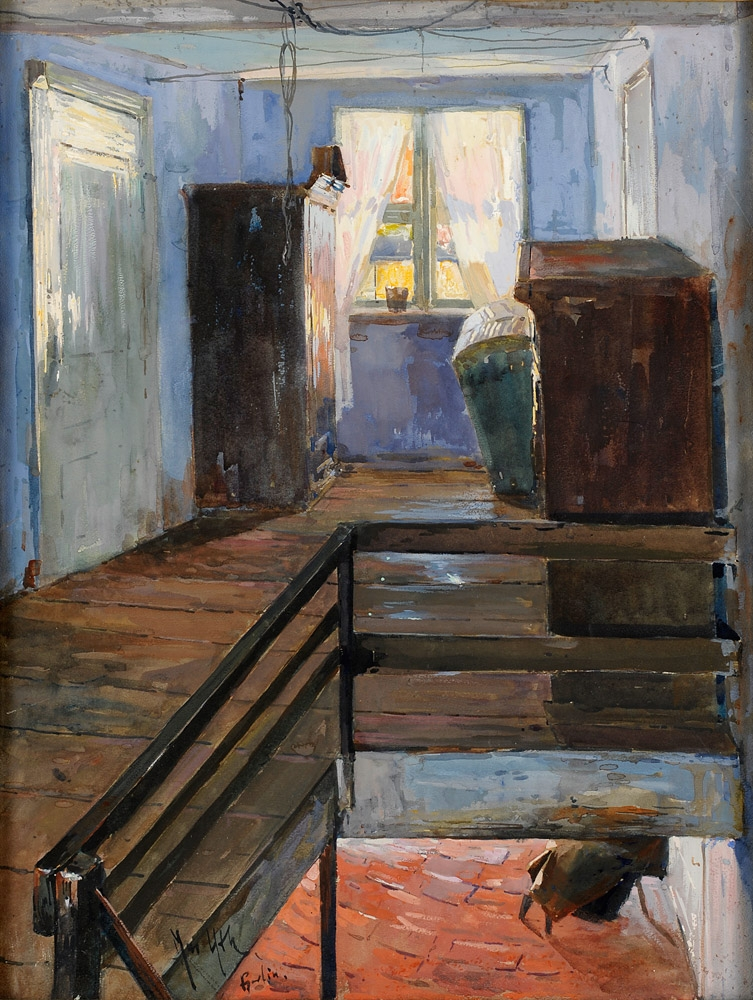
Max Uth - Interieur